# Гимнокалициум Шютца
Гимнокалициум Шютца (лат. Gymnocalycium schuetzianum) — кактус из рода Гимнокалициум. Вид назван в честь чешского специалиста по кактусам Б. Шютца.

## Описание
Стебель плоский или бочкообразный, светло-зелёный, достигает в диаметре 15 см. С возрастом образует побеги. Старые экземпляры этого растения имеют до 17 рёбер, состоящих из плоских бугорков с крупными эллипсоидными ареолами. Ареолы имеют овальную форму с густым кремово-белым пухом.
Старые растения обычно имеют одну центральную колючку, у молодых растений на каждой ареоле обычно растут 5—7 радиальных желтовато-коричневых боковых колючек до 4 см в длину.
Цветки 6 см в длину и до 8 см в диаметре, от светло- до тёмно-розовой окраски.

## Распространение
Кактус произрастает в аргентинской провинции Кордова.